# Spilosoma jugicola
Spilosoma jugicola är en fjärilsart som beskrevs av De Toulgoët 1976. Spilosoma jugicola ingår i släktet Spilosoma och familjen björnspinnare. Inga underarter finns listade i Catalogue of Life.